# Cal Fuster (Lladurs)
Cal Fuster és una masia, actualment enrunada, situada al poble de Timoneda pertanyent al municipi de Lladurs, a la comarca catalana del Solsonès.